# Tetiana Kytajewa
Tetiana Ihoriwna Kytajewa, ukr. Тетяна Ігорівна Китаєва (ur. 28 października 1995 w Sełydowem) – ukraińska piłkarka, grająca na pozycji pomocnika w klubie Kołos Kowaliwka, reprezentantka Ukrainy.

## Kariera piłkarska

### Kariera klubowa
W 2010 rozpoczęła zawodową karierę klubową w seniorskiej drużynie Żytłobud-2 Charków. W 2022 roku w związku z inwazją Rosji na Ukrainę wyjechała do Hiszpanii, gdzie potem występowała w drużynie SE AEM. 15 sierpnia 2022 dołączyła do Skry Ladies. Wiosną 2023 zawodniczka wróciła do ojczyzny, gdzie podpisała kontrakt z Kołosem Kowaliwka.

### Kariera reprezentacyjna
9 listopada 2018 roku zadebiutowała w seniorskiej kadrze narodowej w wygranym 4:1 meczu towarzyskim z Kosowem. Wcześniej broniła barw juniorskiej reprezentacji U-17 i U-19.

## Sukcesy i odznaczenia

### Sukcesy klubowe
Żytłobud-2 Charków
- mistrz Ukrainy: 2016, 2017, 2019/20
- zdobywca Pucharu Ukrainy: 2019/20, 2020/21